# Luis Anaya
Luis Alonso Anaya Merino (San José Guayabal, Cuscatlán, 19 de mayo de 1981) es un exfutbolista salvadoreño. Jugaba de defensa y su último equipo fue Club Deportivo Águila. También forma parte de la selección de fútbol de El Salvador.

## Trayectoria
Inició su carrera profesional en la Liga de Ascenso de El Salvador con el equipo C. D. Platense Municipal Zacatecoluca el año 1997. Para 2005 pasó a las filas del Club Deportivo FAS de la Liga Mayor de Fútbol, conjunto que logró ser campeón el Torneo Clausura 2005. Posteriormente fue parte de Águila (2006-2007), adonde consiguió otro título para el Clausura 2006; luego pasó a Chalatenango en 2008, y Alianza, ese mismo año. Desde el Torneo Apertura 2010 formó parte de la Universidad de El Salvador; y retornó al Águila el Torneo Apertura 2011, equipo con el que logró el tercer título de su carrera en el Clausura 2012. 
A nivel de selección nacional, Anaya participó en la Clasificación de Concacaf para la Copa Mundial de Fútbol de 2010, en la que fue clave en el triunfo de la selección cuscatleca ante la selección de Panamá el 22 de junio de 2008, cuando marcó el 3:1 definitivo al minuto 88', y que les clasificó a la tercera fase. En la Clasificación de Concacaf para la Copa Mundial de Fútbol de 2014 jugó dos encuentros.
También fue convocado a la  Copa Uncaf 2007 y 2009; asimismo la Copa Centroamericana, y la Copa de Oro de 2011.

### Suspensión de por vida
El 20 de septiembre de 2013, la Federación Salvadoreña de Fútbol le suspendió de por vida de toda actividad relacionada de este deporte junto a otros trece futbolistas, al haber sido declarados culpables de amaños en juegos de la selección nacional.

## Clubes
| Club         | País        | Año       | Partidos | Goles |
| ------------ | ----------- | --------- | -------- | ----- |
| CD Platense  | El Salvador | 1997-2005 |          |       |
| FAS          | El Salvador | 2005      |          |       |
| Águila       | El Salvador | 2006-2007 | 28       | 0     |
| Chalatenango | El Salvador | 2008      | 26       | 0     |
| Alianza FC   | El Salvador | 2008-2010 | 30       | 1     |
| CD UES       | El Salvador | 2010-2011 |          | 1     |
| Águila       | El Salvador | 2011-2013 | 80       | 2     |
| Sonsonate    | El Salvador | 2013      | 1        | 0     |

### Trofeos nacionales
| Título          | Club   | País        | Año  |
| --------------- | ------ | ----------- | ---- |
| Torneo Clausura | FAS    | El Salvador | 2005 |
| Torneo Clausura | Águila | El Salvador | 2006 |
| Torneo Clausura | Águila | El Salvador | 2012 |